# دبوویتس (استان اشوی‌داشکسیه)
دبوویتس (به لهستانی: Dębowiec) یک منطقهٔ مسکونی در لهستان است که در گمینا جاووشتسه واقع شده‌است.